# Новый Киселёв
Новый Киселёв (укр. Новий Киселів) — село в Мамаевской сельской общине Черновицкого района Черновицкой области Украины. Граничит с северо-западной частью города Черновцы.
Создано в 2003 году для переселенцев из бывшего села Киселёв Черновицкой области, пострадавшего от радиационного загрязнения после аварии на Чернобыльской АЭС. До 2020 года входило в Кицманский район
Население по переписи 2001 года составляло 250 человек. Телефонный код — 3736.